# AJS Model 16-serie
De AJS Model 16-serie was een serie 350cc-motorfietsen die het Britse merk AJS produceerde van 1935 tot 1939 en van 1946 tot 1966. 

## Voorgeschiedenis
De gebroeders Stevens leverden al vanaf 1904 stationaire motoren, maar ook inbouwmotoren voor de merken Wearwell en Clyno, die net als de "Stevens Motor Mfg Co" in Wolverhampton gevestigd waren. Toen de wens ontstond om onder eigen naam deel te nemen aan de Isle of Man TT begonnen ze motorfietsen te bouwen onder de naam "AJS", naar de initialen van een van hen, Albert John ("Joe") Stevens. De machines moesten geschikt zijn voor de Junior TT, die toen nog verreden werd met 300cc-motoren. Ze namen in 1911 deel met het 300cc-Model B. De Junior TT groeide naar 350 cc en Eric Williams won de Junior TT van 1914 met een 350cc-AJS Model B Sport. Na de Eerste Wereldoorlog won Cyril Williams (geen familie) de Junior TT van 1920 met het AJS TT Model en in 1921 was het succes compleet met de eerste vier plaatsen in de Junior TT, terwijl Howard R. Davies met zijn 350cc-AJS ook de 500cc-Senior TT wist te winnen. AJS had de oorlog overleefd dankzij de zware AJS V-twins die aan het Russische leger geleverd werden, maar in de jaren twintig leverde het naast deze zware zijspantrekkers vooral 350cc-motorfietsen die als toermotor, sportmotor en wegracer geleverd werden. Er waren niet minder dan vijf verschillende series. De Model 3-serie toermotorfietsen met zijklepmotor, de Model 4-serie sportmotoren met zijklepmotor, de Model 5-serie sportmotoren met zijklepmotor, de Model 6-serie sportmotoren met stoterstangen-kopklepmotor en de Model 7-serie echte racers met bovenliggende nokkenas. 

## Voor de Tweede Wereldoorlog

### Overname door Matchless
Eind jaren twintig werden de financiële problemen voor AJS steeds groter en in 1931 besloten de aandeelhouders om het faillissement aan te vragen. AJS bouwde intussen ook auto's, autobussen en radio's, maar de motorfietstak en de goodwill werden in 1931 verkocht aan Matchless in Woolwich. De productie verhuisde weliswaar naar Londen, maar de AJS-modellen bleven vooralsnog gewoon in productie. Ze waren ook een welkome aanvulling van het Matchless-programma, dat feitelijk alleen bestond uit de zware Model X-serie en de mislukte projecten Silver Hawk en Silver Arrow. Vanaf 1933 gebruikte Matchless een type-aanduiding die bestond uit het jaartal en het type. Zo ontstonden de typenamen 35/D3 en 35/G3 voor Matchless en 35/16 en 35/26 voor AJS. In 1937, toen inmiddels ook Sunbeam door Matchless was overgenomen, kreeg het samenwerkingsverband AJS-Matchless-Sunbeam de naam Associated Motor Cycles. 

### 1935
In 1935 sloeg Matchless nieuwe wegen in. De broers Harry, Charlie en Bert Collier moesten hun mislukte projecten (Matchless Silver Hawk en Silver Arrow) laten schieten en besloten zich ook onder de eigen merknaam te gaan richten op 250-, 350- en 500cc-modellen. In de 350cc-klasse bracht het de modellen Model 35/D3 en het Matchless Model 35/G3 uit. Het had daarbij gebruik kunnen maken van de AJS-kopklepmotor met een boring/slagverhouding van 74 x 81 mm, maar dat gebeurde niet. De Matchless-motoren kregen een boring van 69 mm en een slag van 93 mm. 

### AJS Model 16-serie
De beleidswijziging van Matchless had ook gevolgen voor AJS. Er bleven nog maar twee modellen over: het Model 35/16 en het Model 26. De machines waren alle vier verschillend. Het Matchless Model 35/D3 was een toermotor met een licht voorover hellende cilinder, het Matchless Model 35/G3 was een sportmotor met rechtop staande cilinder. Bij beide AJS-modellen stond de cilinder rechtop. Het Model 26 was de toermotor, het Model 16 de sportmotor. Dit model was uiterlijk identiek aan het 250cc-AJS Model 35/12.

### Modellen 35/16, 36/16, 37/16, 38/16 en 39/16 1935-1939
Het Model 35/16 had een "Lo-Ex" aluminium zuiger. Het had een enkele ("Big Port")-uitlaatpoort en week daarme af van het "Twin Port"-Model 26. Als sportmodel had het een omhooggebogen ("Swept back") uitlaat. De boring bedroeg 69 mm, de slag 93 mm. Het was een exteem lange slag motor, mede verantwoordelijk voor de bijnaam "Plumstead Stamper". De ontsteking kwam van een dynamo-bobinesysteem dat achter de cilinder was gemonteerd en door een ketting werd aangedreven. De smering geschiedde met een dry-sumpsysteem waarvan het rechthoekige 1,7-liter olietankje onder het zadel zat. De vierversnellingsbak was voetgeschakeld zoals bij het Matchless Model 35/G3. Bij de andere modellen (AJS Model 35/26 en Matchless Model 35/D3) moest voor voetschakeling extra worden betaald. 
De primaire ketting liep in een oliebad, de secundaire ketting in een open kettingkast. Op het voorste kettingtandwiel zat een transmissiedemper. Omdat onder het carter twee beugels zaten die de framebuizen met elkaar verbonden, kon men spreken van een wiegframe. De machine had al een moderne middenbok, maar ook nog een ouderwetse voorwielstandaard. De Girder-parallellogramvork was voorzien van drie frictiedempers: twee schokdempers en een stuurdemper. Het instrumentenpaneel bevatte een ampèremeter, de lichtschakelaar en was voorbereid voor de inbouw van een "eight day clock". Het was netjes verzonken ingebouwd in de bovenkant van de tank. De snelheidsmeter zat op het stuur. Beide wielen hadden een trommelrem. Het Model 36/16 uit 1936 was bijna identiek (de uitlaat zat iets hoger) en kostte 40 pond. Het Model 37/16 had een licht gewijzigde cilinderkop en kostte 43 pond. Bij het Model 38/16 was het leren gereedschapstasje dat aanvankelijk tussen de buizen van het achterframe zat vervangen door een metalen kastje aan het achterspatbord en de middenbok was vervangen door een achterwielstandaard. De prijs was weer gestegen: 48 pond. Het Model 39/16 had opnieuw een gewijzigde cilinderkop. Nu waren de stoterstangen deels verborgen achter koelribben, zoals dat ook bij het Matchless Model 39/G3C was gedaan. De machine kostte nu 47 pond.

### Onderbreking van de productie
Door de oorlogsdreiging en uiteindelijk het daadwerkelijke uitbreken van de Tweede Wereldoorlog richtte Matchless zich grotendeels op de ontwikkeling van een militaire motorfiets. Dat werd in eerste instantie de 350cc-Matchless WG3/L, die al in 1939 dienst deed in Noord-Frankrijk. Na de slag om Duinkerke en de daaropvolgende Britse evacuatieoperatie Dynamo bleef vrijwel al het materieel, al dan niet vernietigd, achter in Duinkerke. Onmiddellijk werden alle beschikbare Matchless-motorfietsen aangekocht door het War Office om de verliezen te compenseren. Het War Office startte tests voor de aanbesteding van specifiek militaire motorfietsen. Matchless ontwikkelde de WG3/L door tot de Matchless G3/L met de teledraulic-hydraulisch gedempte telescoopvork. Het Zuid-Afrikaanse leger bestelde 110 G3/L's voor motorordonnansen, maar de Britse opdracht ging in eerste instantie naar Triumph met haar 3TW. De Triumph-fabriek aan Priory Street in Coventry ging echter verloren bij het bombardement op Coventry op 14 november 1940. Triumph opende in mei 1942 een nieuwe fabriek in Meriden, maar toen was de opdracht voor de productie van 80.000 motorfietsen al naar AMC gegaan. De militaire Matchless G3/L zou na de oorlog helpen om de civiele productie weer op te starten. 

## Na de Tweede Wereldoorlog
In de jaren veertig leverde Associated Motor Cycles slechts drie typen motorfietsen, maar die werden via badge-engineering onder twee merknamen uitgebracht. Zo was er de 350cc-Matchless Model G3-serie (AJS Model 16-serie), de 500cc-eencilinder Matchless Model G80-serie (AJS Model 18-serie) en de 500cc-tweecilinder Matchless G9-serie (AJS Model 20). De gevolgen van de oorlog was men nog niet helemaal te boven. De machines werden aanvankelijk nog met weinig kleur geleverd en ook chroom werd slechts mondjesmaat toegepast. 

### Model 16M 1946-1949
Het nieuwe AJS Model 16M was bijna identiek aan de Matchless G3/L. Alleen zat de ontstekingsmagneet bij de AJS vóór en bij de Matchless achter de cilinder. Aan de motor was niet veel gewijzigd. Boring en slag bedroegen nog steeds 69 x 93 mm. Een belangrijk verschil was de voorvering, die nu werd verzorgd door de AMC-teledraulic, een hydraulisch gedempte telescoopvork. De enkelvoudige droge plaatkoppeling werd vervangen door een meervoudige natte plaat. De primaire ketting liep in een oliebad. Daarvoor was de AMC-kettingkast met klemband gebruikt, een systeem dat niet altijd oliedicht was, maar dat pas in 1958 werd vervangen. Toen was het Model 16M al niet meer in productie. Het werd in 1949 opgevolgd door het Model 16MS.

### Model 16MC 1947-1959
Het lichte AJS Model 16 was met enige aanpassingen goed geschikt voor de in opkomst zijnde trialsport. Daarom verscheen in 1947 het AJS Model 16MC. Het bleef tot 1958 in productie en kreeg pas laat de achtervering die de andere modellen al in 1949 kregen. Wel kon de klant het meer geschikt maken voor gebruik op de openbare weg door in plaats van de close ratio-versnellingsbak te vervangen door een wide ratio-bak, een 13,6 liter-tank en de "hetere" nokkenassen van de straatmodellen te bestellen. De verlichting kon snel worden verwijderd voor de deelname aan wedstrijden. 

### Model 16MS 1949-1966
In 1949 werden de schroefveren voor de kleppen vervangen door haarspeldveren en kreeg het Model 16 eindelijk achtervering. Associated Motor Cycles sloeg daarbij een stap over: in plaats van plunjervering kreeg de machine een swingarm met hydraulische schokdempers. De naam veranderde in Matchless G3/LS en AJS Model 16MS, waarbij de "S" stond voor "Sprung" (geveerd). Echt goed waren de veerelementen, die de bijnaam "Candlestick" kregen, nog niet en eind 1950 werden ze vervangen door de duurdere maar nog niet overtuigende "Jampots". Pas in 1957 werd de achtervering aanmerkelijk beter toen men veer/demperelementen van Girling ging monteren. In 1951 kreeg het Model 16MS een aluminium cilinderkop en werd de Burman-versnellingsbak verbeterd zodat hij soepel schakelde en vooral minder lekte. De bezuinigingen op chroom en lak sloegen in 1952 opnieuw toe door de Koreaanse Oorlog. In dat jaar werden de ontstekingsmagneet en de dynamo van de Matchless op AJS-wijze voor het carter geplaatst. Dat kwam de betrouwbaarheid ten goede, want achter de cilinder had de dynamo last van koelproblemen. Vanaf 1953 konden de geveerde modellen voorzien worden van een duozadel. In 1954 kregen de machines een volle naaf-trommelrem in het voorwiel. Vanaf 1955 gebeurde dat ook bij het achterwiel en kregen de 350cc-modellen een grotere tank (17 liter in plaats van 13,5 liter). Rond die tijd werd de machine ook meer symmetrisch door het accu/gereedschapskastje links te plaatsen met dezelfde vorm als de rechts geplaatste olietank. De Burman-versnellingsbak werd in 1956 vervangen door een exemplaar van het in 1953 overgenomen Norton. In 1958 werd de toen al ouderwetse Lucas-gelijkstroomdynamo en magneetontsteking vervangen door een moderne wisselstroomdynamo en een accu-bobineontsteking. Het lekkende deksel (met klemband) van de primaire ketting werd vervangen door een geschroefd aluminium exemplaar, waardoor het lekkageprobleem werd opgelost. In 1961 werd het semi-dubbel wiegframe vervangen door een dubbel wiegframe met twee buizen vanaf het balhoofd. Eind 1961 werd de boring/slagverhouding gewijzigd: 69 x 82,5 mm. Het toerental kon daardoor hoger worden en het vermogen steeg naar 23 pk. Gedurende de jaren werd de compressieverhouding ook steeds hoger. Als "oorlogsmachine" had de G3/L nog een lage compressieverhouding vanwege het gebrek aan klopvaste benzine. In 1964 werd de AMC-teledraulic-voorvork vervangen door de Norton-Roadholder. Daarmee ging de machine ook beter remmen, want de bredere vork bood plaats aan bredere remtrommels.

### Model 16MCS 1951-1958
Het Model 16MCS kwam als crossmotor op de markt. Het kreeg een ander motorblok, met een boring/slagverhouding van 72 x 85,5 mm. Het werd geleverd als straatmotor, weliswaar met terreinbanden, maar ook met een duozadel en verlichting, die snel konden worden verwijderd. In het Verenigd Koninkrijk werden onder motorcross ook de langere enduro-wedstrijden verstaan, waarvoor verlichting en kentekenplaten vereist waren. 

### Model 16C 1957-1964
Het Model 16C kwam al in 1957 op de markt als vervanger van het Model 16MC, dat nog twee jaar in productie bleef. Het Model 16C werd onder meer door Gordon Jackson ingezet in trialwedstrijden, maar op het Europese vasteland ook in enduro's. Daar kwam het echter veel vermogen tekort. In Europa leverde een goede 350cc-machine al 22 pk, terwijl het 350cc-AJS Model 16C niet verder dan 18 pk kwam.

### Model 16 Sceptre
Het Model 16MS werd vanaf de tweede helft van de jaren vijftig via de Berliner Motor Corporation naar de Verenigde Staten geëxporteerd. De Amerikanen hechtte meer dan de Britten aan vermogen en daarom werd het Model 16 Sceptre uitgevoerd met een hogere compressie zuiger waardoor de compressieverhouding op 9:1 kwam. Ook kreeg de machine verchroomde tankflanken (die in Europa tegen meerprijs ook geleverd werden), stalen vliegwielen in plaats van gietijzer en een Norton-oliepomp.

## Einde productie
De productie van het wegmodel 16MS eindigde in 1966 toen Associated Motor Cycles werd verkocht aan Dennis Poore. Daardoor verdwenen AJS en Matchless feitelijk van de markt. 

## Technische gegevens
| AJS Model              | 35/16                      | 36/16                      | 37/16                      | 38/16                      | 39/16                      | 16M                        | 16MC                       | 16MS                                               | 16MCS                                  | 16C                                    |                       |
| ---------------------- | -------------------------- | -------------------------- | -------------------------- | -------------------------- | -------------------------- | -------------------------- | -------------------------- | -------------------------------------------------- | -------------------------------------- | -------------------------------------- | --------------------- |
| Periode                | 1935                       | 1936                       | 1937                       | 1938                       | 1939                       | 1946-1949                  | 1947-1959                  | 1949-1966                                          | 1951-1958                              | 1957-1964                              |                       |
| Categorie              | Sport                      | Sport                      | Sport                      | Sport                      | Sport                      | Toer                       | Trial                      | Toer                                               | Cross                                  | Trial                                  |                       |
| Motortype              | Stoterstangen kopklepmotor | Stoterstangen kopklepmotor | Stoterstangen kopklepmotor | Stoterstangen kopklepmotor | Stoterstangen kopklepmotor | Stoterstangen kopklepmotor | Stoterstangen kopklepmotor | Stoterstangen kopklepmotor                         | Stoterstangen kopklepmotor             | Stoterstangen kopklepmotor             |                       |
| Bouwwijze              | Staande eencilinder        | Staande eencilinder        | Staande eencilinder        | Staande eencilinder        | Staande eencilinder        | Staande eencilinder        | Staande eencilinder        | Staande eencilinder                                | Staande eencilinder                    | Staande eencilinder                    |                       |
| Koeling                | Lucht                      | Lucht                      | Lucht                      | Lucht                      | Lucht                      | Lucht                      | Lucht                      | Lucht                                              | Lucht                                  | Lucht                                  |                       |
| Boring                 | 69 mm                      | 69 mm                      | 69 mm                      | 69 mm                      | 69 mm                      | 69 mm                      | 69 mm                      | 69 mm, vanaf 1962: 74 mm                           | 72 mm                                  | 69 mm, vanaf 1962: 74 mm               |                       |
| Slag                   | 93 mm                      | 93 mm                      | 93 mm                      | 93 mm                      | 93 mm                      | 93 mm                      | 93 mm                      | 93 mm, vanaf 1962: 81 mm                           | 85.5 mm                                | 93 mm, vanaf 1962: 81 mm               |                       |
| Cilinderinhoud         | 347,8 cc                   | 347,8 cc                   | 347,8 cc                   | 347,8 cc                   | 347,8 cc                   | 347,8 cc                   | 347,8 cc                   | 347,8 cc, vanaf 1962: 348,4 cc                     | 348,1 cc                               | 347,8 cc, vanaf 1962: 348,4 cc         |                       |
| Carburateur(s)         | Amal met twistgrip-control | Amal met twistgrip-control | Amal met twistgrip-control | Amal met twistgrip-control | Amal met twistgrip-control | Amal met twistgrip-control | Amal met twistgrip-control | Amal met twistgrip-control                         | Amal met twistgrip-control             | Amal met twistgrip-control             |                       |
| Smeersysteem           | Dry-sump                   | Dry-sump                   | Dry-sump                   | Dry-sump                   | Dry-sump                   | Dry-sump                   | Dry-sump                   | Dry-sump                                           | Dry-sump                               | Dry-sump                               |                       |
| Compressieverhouding   | Onbekend                   | Onbekend                   | Onbekend                   | Onbekend                   | Onbekend                   | 6,5:1                      | 6,5:1                      | 6,5:1                                              | 6,5:1                                  | 6,5:1                                  |                       |
| Max. vermogen          | 3½ pk                      | 3½ pk                      | 3½ pk                      | 3½ pk                      | 3½ pk                      | 16 pk                      | 16 pk                      | 18 pk                                              | 16 pk bij 5600 tpm                     | 18 pk                                  |                       |
| Primaire aandrijving   | Ketting                    | Ketting                    | Ketting                    | Ketting                    | Ketting                    | Ketting                    | Ketting                    | Ketting                                            | Ketting                                | Ketting                                |                       |
| Koppeling              | Enkelvoudige droge plaat   | Enkelvoudige droge plaat   | Enkelvoudige droge plaat   | Enkelvoudige droge plaat   | Enkelvoudige droge plaat   | Meervoudige natte plaat    | Meervoudige natte plaat    | Meervoudige natte plaat                            | Meervoudige natte plaat                | Meervoudige natte plaat                |                       |
| Versnellingen          | 4                          | 4                          | 4                          | 4                          | 4                          | 4                          | 4                          | 4                                                  | 4                                      | 4                                      |                       |
| Secundaire aandrijving | Ketting                    | Ketting                    | Ketting                    | Ketting                    | Ketting                    | Ketting                    | Ketting                    | Ketting                                            | Ketting                                | Ketting                                |                       |
| Rijwielgedeelte        | Semi-dubbel wiegframe      | Semi-dubbel wiegframe      | Semi-dubbel wiegframe      | Semi-dubbel wiegframe      | Semi-dubbel wiegframe      | Semi-dubbel wiegframe      | Semi-dubbel wiegframe      | Semi-dubbel wiegframe vanaf 1962: dubbel wiegframe | Semi-dubbel wiegframe                  | Semi-dubbel wiegframe                  | Semi-dubbel wiegframe |
| Voorvork               | Parallellogramvork         | Parallellogramvork         | Parallellogramvork         | Parallellogramvork         | Parallellogramvork         | AMC teledraulic            | AMC teledraulic            | AMC teledraulic, vanaf 1964: Norton Roadholder     | AMC Teledraulic                        | AMC Teledraulic                        |                       |
| Achtervork             | Star                       | Star                       | Star                       | Star                       | Star                       | Star                       | Star                       | Swingarm met twee veer/demperelementen             | Swingarm met twee veer/demperelementen | Swingarm met twee veer/demperelementen |                       |
| Remmen                 | Trommelremmen              | Trommelremmen              | Trommelremmen              | Trommelremmen              | Trommelremmen              | Trommelremmen              | Trommelremmen              | Trommelremmen                                      | Trommelremmen                          | Trommelremmen                          |                       |
| Tankinhoud             | 12,5 liter                 | 12,5 liter                 | 12,5 liter                 | 12,5 liter                 | 12,5 liter                 | 13,6 liter                 | 9 liter                    | 13,6 liter, vanaf 1955: 17 liter                   | 9 liter                                | 9 liter                                |                       |
| Droog gewicht          | Onbekend                   | Onbekend                   | Onbekend                   | Onbekend                   | Onbekend                   | Onbekend                   | 144 kg                     | 170 kg                                             | 145,5 kg                               | 137 kg                                 |                       |
| Matchless model        | Geen                       | Geen                       | Geen                       | Geen                       | Geen                       | G3/L                       | G3/LC                      | G3/LS                                              | G3/LCS                                 | G3/LCT                                 |                       |